# Innocent starter
innocent starter(이노센트 스타터)는 미즈키 나나의 10집 싱글이다. 2004년 10월 6일에 출시되었다.